# Мемориалы Первой мировой войны
Мемориалы Первой мировой войны — мемориальные комплексы и отдельные вновь возведённые архитектурные сооружения; отдельные монументы, памятники и иные архитектурные объекты; мемориальные доски и иные памятные знаки установленные на исторических зданиях, в местах сражений и захоронений; музейные экспозиции и другие объекты, а также мероприятия, посвящённые Первой мировой войне (1914—1918), её событиям, героям и жертвам.

## Предыстория традиции
Как таковая, традиция увековечения побед на поле брани средствами монументальной пропаганды восходит к древнейшим цивилизациям, о чём свидетельствуют, например, памятники Древнего Египта. К обычным хронографическим надписям со временем добавились рельефные изображения; совершенствование техники обработки камня позволило создавать отдельные скульптуры. Идеи «Аллей героев» и триумфальных арок, гробниц, кенотафов и других компонентов мемориалов Нового времени унаследованы европейской цивилизацией непосредственно из античности.

## Новые особенности увековечения памяти

### Могила неизвестного солдата
«Могила неизвестного солдата» — новый тип военного мемориала, ранее в истории неизвестный и появившийся только во время Первой мировой войны. Автором идеи памятника не конкретному человеку, а совокупному образу безымянных жертв, считается капеллан Церкви Англии Дэвид Рейлтон (1884—1955), который по долгу службы надписывал захоронения неопознанных останков, найденных близ мест сражений британской армии на Западном фронте. Поначалу идея не получила поддержки: лорд Дуглас Хейг письмо капеллана с его предложением проигнорировал.
Не оставляя свой замысел, после войны Рейлтон, уже как викарий церкви Иоанна Крестителя в Маргите, изложил в августе 1920 года эту идею декану Вестминстерского аббатства Герберту Райлу. Усомнился в идее и король Георг V, аудиенцию у которого Райл получил по своим правам, как глава англиканской церкви. Идея захоронить в Вестминстерском аббатстве останки Неизвестного Воина нашла поддержку только у лорда Керзона, и в октябре 1920 года была официально принята правительством.
- Великобритания
«Неизвестный воин»
(англ. The Unknown Warrior)
Лондон, 1920
- Италия
«Неизвестный солдат»
(итал. Il Milite Ignoto)
Рим, 1921
- Франция
«Неизвестный солдат»
(итал. Le soldat inconnu)
Париж, 1921
- Польша
«Неизвестный солдат»
(пол. Nieznany żołnierz)
Варшава, 1922

Во Франции Могила неизвестного солдата была создана под Триумфальной аркой в Париже в 1921 году. Мемориал также известен тем, что здесь в 1923 году был зажжён первый в современную эпоху Вечный огонь над могилами жертв.
В Польше Могилу неизвестного солдата соорудили в 1925 году. Теперь она считается мемориалом павшим во всех войнах.

### День перемирия
День перемирия 1918 года (11 ноября) является национальным праздником Бельгии и Франции и отмечается ежегодно. В Великобритании День перемирия отмечается в воскресенье, ближайшее к 11 ноября, причём это «Поминальное воскресенье» (англ. Remembrance Sunday) распространяется также и на жертв Второй мировой войны.

## Мемориалы межвоенного периода (1918—1938)

### Бельгия
В Ипре, возле которого погибли десятки тысяч британских солдат, в 1927 году был открыт мемориал Мененские ворота. С тех пор в Ипре сложилась традиция: каждый день в 20:00 к воротам приходит трубач из местной пожарной части и исполняет сигнал отбоя.

### Великобритания
Главным британским памятником погибшим в Первой мировой войне является Кенотаф (от др.-греч. κενοτάφιον — «пустой гроб») в Лондоне, на улице Уайтхолл — памятник неизвестному солдату. Он был сооружён в 1919 году к первой годовщине окончания войны. Во второе воскресенье ноября Кенотаф становится центром национального Дня поминовения. За неделю до этого на груди у миллионов англичан появляются маленькие пластиковые маки, которые покупаются у специального благотворительного Фонда помощи ветеранам и вдовам военных. В воскресенье в 11 часов утра королева Великобритании, генералы, министры и епископы возлагают к Кенотафу венки из мака, и объявляются две минуты молчания.

### Германия
Общенациональный мемориал павшим в войну был возведён в 1924—1927 годах в Восточной Пруссии близ города Гогенштайн и исторического Танненберга, дважды вошедшего в военную историю Германии: как место поражения в Грюнвальдской битве в июле 1410 года, и как поле первой победы, одержанной над русской армией при Мазурских озёрах в августе-сентябре 1914 года.
Мемориал был заложен 31 августа 1924 года Паулем Гинденбургом и Эрихом Людендорфом в присутствии 60 тысяч ветеранов. За три года было возведено подобие средневекового замка восьмигранной формы. 20-метровые башни красного камня, высившиеся посередине каждой из восьми его стен, имели различные героические посвящения, а во внутреннем дворе высился гигантский крест над братской могилой 20 неизвестных солдат. Открытие состоялось 18 сентября 1927 года, к 80-летию присутствовавшего на нём Гинденбурга. Через семь лет, 7 августа 1934 года и сам рейхспрезидент был торжественно захоронен в склепе башни, уже носившей его имя, как победителя. В январе 1945 года ввиду неизбежного отхода из Восточной Пруссии под ударами советских войск, Гитлер дал приказ взорвать мемориал, предварительно вывезя из него останки Гинденбурга.
В марте 1922 года в Германии в память о погибших в Первой мировой войне был учреждён Всенародный День скорби. В 1952 году дата дня скорби была перенесена на ноябрь, и с того времени он стал днём памяти не только павших в войне, но и всех людей, погибших за независимость Германии и убитых по политическим причинам.

### Италия
В мемориале «Павшим» (итал. Ai caduti), открытом в 1928 году в Казале-Монферрато, его автор, скульптор Леонардо Бистольфи (1859—1933), с мастерством и мерой воплотил наиболее выразительные формы, сложившиеся в античности и развитые в эпоху Возрождения. Полукруглую экседру поддерживают четыре окрылённые карриатиды, символизирующие победу и составляющие окружение центральной фигуры — бронзовой статуи воина в облачении эпохи крестовых походов (Il Fante Crociato). По ступеням, ведущим от полуротонды вниз, навстречу зрителю сбегает слегка прикрытая воздушными прозрачными материями девушка — Итальянская весна (итал. Primavera Italica).
- Мемориал в Анконе
арх. Guido Cirilli, 1930[9]
- Казале-Монферрато
Леонардо Бистольфи, 1928
- Казале-Монферрато

### Россия и СССР
Ещё 3 (16) мая 1913 года для будущего музея истории русских войск в Царском Селе была заложена Ратная палата. После начала войны Николай II распорядился выделить рядом участок для погребения погибших и умерших чинов Царскосельского гарнизона («Кладбище героев»), получивший в 1915 году официальное название «Первое Братское кладбище». Архитектор С. Н. Антонов составил проект храма-памятника, который предполагалось возвести на месте временной деревянной церкви, заложенной 18 августа 1915 года в честь иконы Божией Матери «Утоли моя печали». После революции, в 1918 году большевики открыли в здании Ратной палаты Народный музей войны 1914—1918 годов, но в обстановке гражданской войны в 1919 году его пришлось закрыть, передав экспонаты в фонды других музеев и хранилищ Петрограда.
16 июня 1916 года в Вязьме был открыт Памятник героям второй Отечественной войны (снесён в 1920-е годы). Хотя в дальнейшем большее внимание уделялось Гражданской войне,  с осознанием неизбежности новой войны против прежнего противника в лице нацистской Германии и особенно после Мюнхенского сговора 1938 года патриотическое воспитание стало активнее обращаться к лучшим эпизодам Первой мировой войны, например к Брусиловскому прорыву.

### Франция
В течение нескольких лет после окончания войны каждый муниципалитет Франции возвёл памятник погибшим воинам.

## Памятные мероприятия после 1945 года
После 1945 года основной акцент монументальной пропаганды по всему миру был перенесён на жертв Второй мировой войны. В ряде стран мемориалам 1918-х — конца 1930-х годов были придана дополнительная смысловая нагрузка, и теперь они рассматриваются как память жертвам обеих войн. Тем не менее, во многих странах увековечение жертв и специальные мемориальные мероприятия, специально посвящённые жертвам и событиям Первой мировой войны продолжаются и в XXI веке.

### СССР
С началом Великой Отечественной войны в СССР стало уделяться больше внимания и героям Первой мировой. Так, именем П. Н. Нестерова — лётчика, впервые применившего в 1914 году таран — называли улицы в городах, а в 1951 назвали город Жолква, под которым герой погиб. И наоборот, в 1992 году новые власти решили предать имя героя забвению, возвратив местечку прежнее имя.
В 1960-е годы в Армянской ССР уделили внимание геноциду армян — теме, ранее замалчивавшейся в угоду Турции. В 1965 году в Ереване был открыт Цицернакаберд — мемориал жертвам геноцида армян.
Вместе с тем в преддверии Олимпиады в Москве в 1979 году в районе Сокол были уничтожены захоронения участников Первой мировой войны.

### Постсоветская Россия
1 августа 2004 года в Москве, к 90-летию начала Первой мировой войны, на месте Московского городского Братского кладбища в районе Сокол были поставлены памятные знаки «Павшим в мировой войне 1914—1918 годов», «Российским сёстрам милосердия», «Российским авиаторам, похороненным на Московском городском братском кладбище».
11 ноября 2008 года на месте Братского кладбища в городе Пушкине была установлена стела — памятник героям Первой мировой войны.
Поправкой в Федеральный закон России «О днях воинской славы и памятных датах России», вступившей в силу с 1 января 2013 года, день 1 августа был объявлен Днём памяти российских воинов, погибших в Первой мировой войне 1914—1918 годов.
Повсеместный характер строительство и восстановление мемориалов приобрело в 2014 году, в связи со 100-летней годовщиной начала «всемирной бойни». В Москве, в уже созданном к тому времени военному мемориалу на Поклонной горе, который превзошёл по своим размахам Танненберг, 1 августа 2014 года был открыт специальный памятник героям Первой мировой войны. Были также открыты памятник «Прощание славянки» на Белорусском вокзале в Москве, в Калининградской области, в Липецке и Пскове.
Мемориальная доска 45-й пехотной дивизии была открыта в Пензе.
- Памятники героям Первой мировой войны
- Петербург,
обелиск в Пушкине
1994 год
- Москва,
памятник на Поклонной горе
2014 год
- Ростов-на-Дону,
памятник в сквере
2014 год

6 сентября 2014 года в Тольятти открыт памятный знак уроженцам Ставрополя-на-Волге (прежнее название города), Самарской губернии и Ставропольского уезда, павшим в боях в Первую мировую войну и умершим от ран в местных госпиталях и было объявлено о планах создать Лес Памяти площадью 10 гектаров с высадкой 40 000 сосен.
В Сокольниках, на улице Матросская Тишина, был отреставрирован храм Благовещения, «что при Сапёрном батальоне», — часть комплекса воинских казарм начала XX века. В то же время само здание воинских казарм, где с октября 1897 года располагалась старейшая инженерная часть Русской армии, Гренадерский сапёрный Его Императорского Высочества Великого Князя Петра Николаевича батальон, в 2013 году было снесено инвестором ОАО «494 УНР» для освобождения территории под коммерческую застройку.
В 2014 году под давлением общественности московские чиновники обещали рассмотреть вопрос об отмене проекта реконструкции земельного участка на Соколе, входящего в Мемориально-парковый комплекс героев Первой мировой войны, предусматривающий снос кинотеатра «Ленинград» и строительство на его месте торгово-развлекательного комплекса.

### Беларусь
14 августа 2011 года в Минске было возрождено Братское кладбище, основанное в ноябре 1914 года по инициативе генерал-лейтенанта Павла Андреевича Смородского. Среди захороненных на нём около 5 тыс. военнослужащих — прапорщик 301-го пехотного Бобруйского полка князь Илья Васильевич Челокаев (Чолокашвили), штабс-капитан 4-го Туркестанского стрелкового полка Евстафий Данилович Урсуленко. Захоронения были разделены по секторам (участкам) по конфессиональному принципу.
11 ноября 2011 года на кладбище был впервые отмечен День Памяти павших в Первой мировой войне. Аналогичные проекты задуманы и для других областей Белоруссии: мемориал в Сморгони (Гродненская область), реконструкция Ставки Верховного главнокомандующего в Могилёве и т. д.